# アンセーニュ・ド・ヴェソ・ジャクベ (通報艦)
アンセーニュ・ド・ヴェソ・ジャクベ（フランス語：Enseigne de vaisseau Jacoubet, F 794）は、フランス海軍のデスティエンヌ・ドルヴ級通報艦14番艦。艦名は第二次世界大戦で戦死しレジオンドヌール勲章を授与されたアンドレ・ルイ・ローラン・ジャクベ（André Louis Laurent Jacoubet）に由来する。

## 艦歴
「アンセーニュ・ド・ヴェソ・ジャクベ」は、DCNロリアン工廠で建造され1980年7月8日に起工、1981年9月26日に進水、1982年10月23日に就役する。
1982年10月15日にトゥールーズと命名都市の関係を結び、2002年11月に陸軍の第3海兵歩兵落下傘連隊と提携関係を結ぶ。トゥールーズはジャクベの生まれた町である。「アンセーニュ・ド・ヴェソ・ジャクベ」は海外領土や経済水域の警備の他に、潜水艦部隊の支援や法執行活動および救難を担当し海洋における諸任務に当たる。
1999年3月にオマーン・マスカットを訪問し、11月にはスペイン・バルセロナに寄港し合同演習を実施した。2000年6月末に黒海諸国訪問に向かい、7月にトルコ・イスタンブールとルーマニア・コンスタンツァに寄港しレスキューイーグル演習に参加した。2000年12月、インド洋にいた本艦はエリトリア情勢の悪化に伴いホル・アンガル作戦（Khor Angar）のため紅海方面に展開し約4ヶ月間の任務に就く。おりしも10月には米艦コール襲撃事件が発生しており緊迫した情勢であった。
2003年から2004年にかけてはNATO諸国との合同演習に参加している。2005年9月、バスティアへ航行中であったフェリー「パスカル・パオリ（fr:Pascal Paoli (navire)）」がコルシカ労働組合員（fr:Syndicat des travailleurs corses）によってハイジャックされ、国家憲兵隊治安介入部隊による救出作戦の支援に参加する。同年11月にはインド洋上にてインド海軍空母機動部隊と合同演習を行なう。2007年4月から8月にかけて第150合同任務部隊に参加するためインド洋に展開した。任務終了後の11月にはアルジェリアと合同演習を実施する。
2009年5月には戦勝64周年記念観艦式に参加する。
2010年12月にはアタランタ作戦に参加するためソマリア沖・アデン湾に展開している。